# Bergekbladsmott
Bergekbladsmott (Acrobasis tumidana) är en fjärilsart som först beskrevs av Michael Denis och Ignaz Schiffermüller 1775.  Bergekbladsmott ingår i släktet Acrobasis, och familjen mott. Enligt den svenska rödlistan är arten nära hotad, NT, i Sverige. Arten förekommer i Götaland. Artens livsmiljö är skogslandskap.

## Bildgalleri

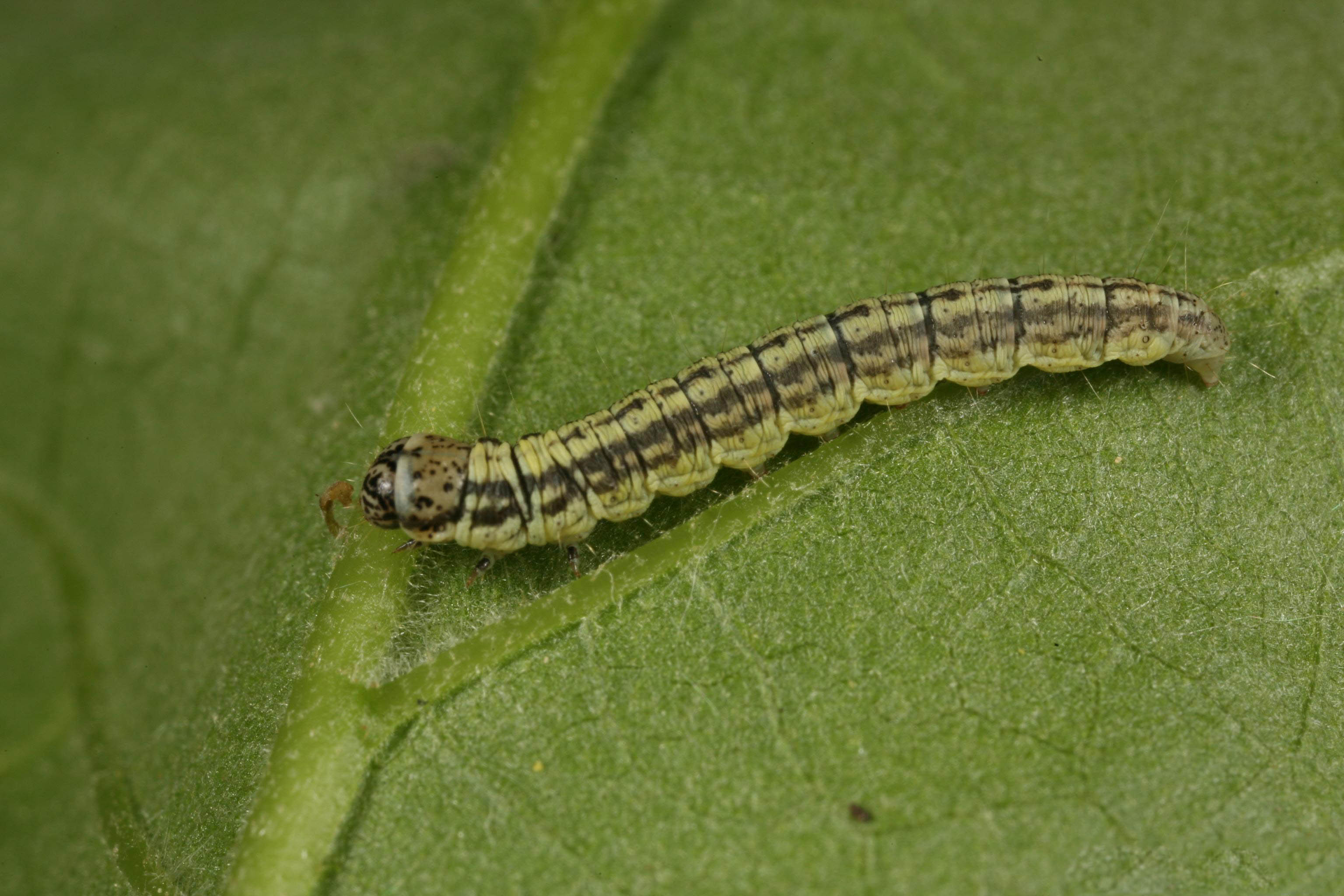